# Johann Christoph Grube
Johann Christoph Grube (* 1749 in Lübeck; † 9. Mai 1824 ebenda) war Kaufmann und Ratsherr der Hansestadt Lübeck.
Johann Christoph Grube war als Kaufmann Mitglied der Schonenfahrer in Lübeck und wurde als deren Ältermann 1804 in den Lübecker Rat erwählt. In der Lübecker Franzosenzeit wurde er zum Mitglied des Munizipalrates ernannt. Wegen Insolvenz musste er 1812 aus allen öffentlichen Ämtern ausscheiden. Sein gesamtes Weinlager war den an Frankreich zu leistenden Kontributionen zum Opfer gefallen. Bei der Rekonstitution des Lübecker Rates im April 1813 konnte er daher ebenfalls nicht mitwirken.